# Copa Maltesa

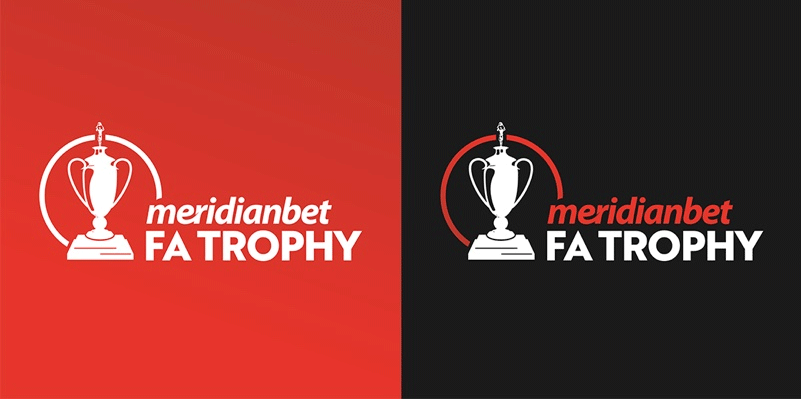

La Copa Maltesa de fútbol, oficialmente llamada The Meridianbet FA Trophy, es una competición de fútbol que se celebra en Malta, se disputa desde 1935 y es organizada por la Asociación de Fútbol de Malta.
El campeón accede a la primera ronda de clasificación de la Liga Europa de la UEFA.

## Historia
Ampliamente conocido como el Trofeo FA, fue un regalo realizado por la Asociación de Fútbol de Inglaterra en 1933 para promocionar el fútbol en dicho país. Esto siguió a un partido entre Inglaterra e Italia, disputado en Roma en mayo de 1933, donde un número de partidarios de Malta probritánicos viajaron a apoyar al equipo inglés. En reconocimiento, la Asociación de Fútbol de Inglaterra donó un trofeo de plata que se entrega al campeón de la copa.

## Campeones
| Temporada                                                             | Campeón                                      | Resultado                                    | Finalista                                    | Sede de la final                             |
| --------------------------------------------------------------------- | -------------------------------------------- | -------------------------------------------- | -------------------------------------------- | -------------------------------------------- |
| 1934-35                                                               | Sliema Wanderers                             | 4 – 0                                        | Floriana                                     | Empire Stadium, Gżira                        |
| 1935-36                                                               | Sliema Wanderers                             | 2 – 1                                        | Floriana                                     | Empire Stadium, Gżira                        |
| 1936-37                                                               | Sliema Wanderers                             | 2 – 0                                        | St. George's                                 | Empire Stadium, Gżira                        |
| 1937-38                                                               | Floriana                                     | 2 – 1                                        | Sliema Wanderers                             | Empire Stadium, Gżira                        |
| 1938-39                                                               | Melita                                       | 4 – 0                                        | Sliema Wanderers                             | Empire Stadium, Gżira                        |
| 1939-40                                                               | Sliema Wanderers                             | 3 – 2                                        | Melita                                       | Empire Stadium, Gżira                        |
| No hubo competiciones entre 1941 y 1944 por la Segunda Guerra Mundial |                                              |                                              |                                              |                                              |
| 1944-45                                                               | Floriana                                     | 2 – 1                                        | Sliema Wanderers                             | Empire Stadium, Gżira                        |
| 1945-46                                                               | Sliema Wanderers                             | 2 – 1                                        | Ħamrun Spartans                              | Empire Stadium, Gżira                        |
| 1946-47                                                               | Floriana                                     | 3 – 0                                        | Valletta                                     | Empire Stadium, Gżira                        |
| 1947-48                                                               | Sliema Wanderers                             | 3 – 2                                        | Hibernians                                   | Empire Stadium, Gżira                        |
| 1948-49                                                               | Floriana                                     | 5 – 1                                        | Sliema Wanderers                             | Empire Stadium, Gżira                        |
| 1949-50                                                               | Floriana                                     | 3 – 1                                        | St. George's                                 | Empire Stadium, Gżira                        |
| 1950-51                                                               | Sliema Wanderers                             | 5 – 0                                        | Hibernians                                   | Empire Stadium, Gżira                        |
| 1951-52                                                               | Sliema Wanderers                             | 4 – 4 (4–3 pen.)                             | Hibernians                                   | Empire Stadium, Gżira                        |
| 1952-53                                                               | Floriana                                     | 1 – 0                                        | Sliema Wanderers                             | Empire Stadium, Gżira                        |
| 1953-54                                                               | Floriana                                     | 5 – 1                                        | Rabat Ajax                                   | Empire Stadium, Gżira                        |
| 1954-55                                                               | Floriana                                     | 1 – 0                                        | Sliema Wanderers                             | Empire Stadium, Gżira                        |
| 1955-56                                                               | Sliema Wanderers                             | 1 – 0                                        | Floriana                                     | Empire Stadium, Gżira                        |
| 1956-57                                                               | Floriana                                     | 2 – 0                                        | Valletta                                     | Empire Stadium, Gżira                        |
| 1957-58                                                               | Floriana                                     | 2 – 0                                        | Sliema Wanderers                             | Empire Stadium, Gżira                        |
| 1958-59                                                               | Sliema Wanderers                             | 2 – 1                                        | Valletta                                     | Empire Stadium, Gżira                        |
| 1959-60                                                               | Valletta                                     | 3 – 0                                        | Floriana                                     | Empire Stadium, Gżira                        |
| 1960-61                                                               | Floriana                                     | 2 – 0                                        | Hibernians                                   | Empire Stadium, Gżira                        |
| 1961-62                                                               | Hibernians                                   | 1 – 0                                        | Valletta                                     | Empire Stadium, Gżira                        |
| 1962-63                                                               | Sliema Wanderers                             | 2 – 0                                        | Hibernians                                   | Empire Stadium, Gżira                        |
| 1963-64                                                               | Valletta                                     | 1 – 0                                        | Sliema Wanderers                             | Empire Stadium, Gżira                        |
| 1964-65                                                               | Sliema Wanderers                             | 4 – 2                                        | Floriana                                     | Empire Stadium, Gżira                        |
| 1965-66                                                               | Floriana                                     | 2 – 1                                        | Hibernians                                   | Empire Stadium, Gżira                        |
| 1966-67                                                               | Floriana                                     | 1 – 0                                        | Hibernians                                   | Empire Stadium, Gżira                        |
| 1967-68                                                               | Sliema Wanderers                             | 3 – 2                                        | Hibernians                                   | Empire Stadium, Gżira                        |
| 1968-69                                                               | Sliema Wanderers                             | 3 – 1                                        | Ħamrun Spartans                              | Empire Stadium, Gżira                        |
| 1969-70                                                               | Hibernians                                   | 2 – 1                                        | Valletta                                     | Empire Stadium, Gżira                        |
| 1970-71                                                               | Hibernians                                   | 3 – 1                                        | Sliema Wanderers                             | Empire Stadium, Gżira                        |
| 1971-72                                                               | Floriana                                     | 3 – 1                                        | Sliema Wanderers                             | Empire Stadium, Gżira                        |
| 1972-73                                                               | Gzira United                                 | 0 – 0 (2–0 pen.)                             | Birkirkara                                   | Empire Stadium, Gżira                        |
| 1973-74                                                               | Sliema Wanderers                             | 1 – 0                                        | Floriana                                     | Empire Stadium, Gżira                        |
| 1974-75                                                               | Valletta                                     | 1 – 0                                        | Hibernians                                   | Empire Stadium, Gżira                        |
| 1975-76                                                               | Floriana                                     | 2 – 0                                        | Valletta                                     | Empire Stadium, Gżira                        |
| 1976-77                                                               | Valletta                                     | 1 – 0                                        | Floriana                                     | Empire Stadium, Gżira                        |
| 1977-78                                                               | Valletta                                     | 3 – 2                                        | Floriana                                     | Empire Stadium, Gżira                        |
| 1978-79                                                               | Sliema Wanderers                             | 2 – 1                                        | Floriana                                     | Empire Stadium, Gżira                        |
| 1979-80                                                               | Hibernians                                   | 2 – 1                                        | Sliema Wanderers                             | Empire Stadium, Gżira                        |
| 1980-81                                                               | Floriana                                     | 2 – 1                                        | Senglea                                      | Empire Stadium, Gżira                        |
| 1981-82                                                               | Hibernians                                   | 2 – 0                                        | Sliema Wanderers                             | Estadio Nacional, Ta' Qali                   |
| 1982-83                                                               | Ħamrun Spartans                              | 2 – 0                                        | Valletta                                     | Estadio Nacional, Ta' Qali                   |
| 1983-84                                                               | Ħamrun Spartans                              | 1 – 0                                        | Żurrieq                                      | Estadio Nacional, Ta' Qali                   |
| 1984-85                                                               | Żurrieq                                      | 2 – 1                                        | Valletta                                     | Estadio Nacional, Ta' Qali                   |
| 1985-86                                                               | Rabat Ajax                                   | 2 – 0                                        | Żurrieq                                      | Estadio Nacional, Ta' Qali                   |
| 1986-87                                                               | Ħamrun Spartans                              | 2 – 1                                        | Sliema Wanderers                             | Estadio Nacional, Ta' Qali                   |
| 1987-88                                                               | Ħamrun Spartans                              | 4 – 2                                        | Floriana                                     | Estadio Nacional, Ta' Qali                   |
| 1988-89                                                               | Ħamrun Spartans                              | 1 – 0                                        | Floriana                                     | Estadio Nacional, Ta' Qali                   |
| 1989-90                                                               | Sliema Wanderers                             | 1 – 0                                        | Birkirkara                                   | Estadio Nacional, Ta' Qali                   |
| 1990-91                                                               | Valletta                                     | 2 – 1                                        | Sliema Wanderers                             | Estadio Nacional, Ta' Qali                   |
| 1991-92                                                               | Ħamrun Spartans                              | 5 – 4                                        | Valletta                                     | Estadio Nacional, Ta' Qali                   |
| 1992-93                                                               | Floriana                                     | 5 – 0                                        | Sliema Wanderers                             | Estadio Nacional, Ta' Qali                   |
| 1993-94                                                               | Floriana                                     | 2 – 1                                        | Valletta                                     | Estadio Nacional, Ta' Qali                   |
| 1994-95                                                               | Valletta                                     | 1 – 0                                        | Ħamrun Spartans                              | Estadio Nacional, Ta' Qali                   |
| 1995-96                                                               | Valletta                                     | 1 – 0                                        | Sliema Wanderers                             | Estadio Nacional, Ta' Qali                   |
| 1996-97                                                               | Valletta                                     | 2 – 0                                        | Hibernians                                   | Estadio Nacional, Ta' Qali                   |
| 1997-98                                                               | Hibernians                                   | 2 – 1                                        | Valletta                                     | Estadio Nacional, Ta' Qali                   |
| 1998-99                                                               | Valletta                                     | 1 – 0                                        | Birkirkara                                   | Estadio Nacional, Ta' Qali                   |
| 1999-00                                                               | Sliema Wanderers                             | 4 – 1                                        | Birkirkara                                   | Estadio Nacional, Ta' Qali                   |
| 2000-01                                                               | Valletta                                     | 3 – 0                                        | Birkirkara                                   | Estadio Nacional, Ta' Qali                   |
| 2001-02                                                               | Birkirkara                                   | 1 – 0                                        | Sliema Wanderers                             | Estadio Nacional, Ta' Qali                   |
| 2002-03                                                               | Birkirkara                                   | 1 – 0                                        | Sliema Wanderers                             | Estadio Nacional, Ta' Qali                   |
| 2003-04                                                               | Sliema Wanderers                             | 2 – 0                                        | Marsaxlokk                                   | Estadio Nacional, Ta' Qali                   |
| 2004-05                                                               | Birkirkara                                   | 2 – 1                                        | Msida Saint-Joseph                           | Estadio Nacional, Ta' Qali                   |
| 2005-06                                                               | Hibernians                                   | 1 – 0                                        | Floriana                                     | Estadio Nacional, Ta' Qali                   |
| 2006-07                                                               | Hibernians                                   | 1 – 1 (3–0 pen.)                             | Sliema Wanderers                             | Estadio Nacional, Ta' Qali                   |
| 2007-08                                                               | Birkirkara                                   | 2 – 1                                        | Ħamrun Spartans                              | Estadio Nacional, Ta' Qali                   |
| 2008-09                                                               | Sliema Wanderers                             | 3 – 3 (7–6 pen.)                             | Valletta                                     | Estadio Nacional, Ta' Qali                   |
| 2009-10                                                               | Valletta                                     | 2 – 1                                        | Qormi                                        | Estadio Nacional, Ta' Qali                   |
| 2010-11                                                               | Floriana                                     | 1 – 0                                        | Valletta                                     | Estadio Nacional, Ta' Qali                   |
| 2011-12                                                               | Hibernians                                   | 3 – 1                                        | Qormi                                        | Estadio Nacional, Ta' Qali                   |
| 2012-13                                                               | Hibernians                                   | 3 – 1                                        | Qormi                                        | Estadio Nacional, Ta' Qali                   |
| 2013-14                                                               | Valletta                                     | 1 – 0                                        | Sliema Wanderers                             | Estadio Nacional, Ta' Qali                   |
| 2014-15                                                               | Birkirkara                                   | 2 – 0                                        | Hibernians                                   | Estadio Nacional, Ta' Qali                   |
| 2015-16                                                               | Sliema Wanderers                             | 0 – 0 (5–4 pen.)                             | Balzan                                       | Estadio Nacional, Ta' Qali                   |
| 2016-17                                                               | Floriana                                     | 2 – 0                                        | Sliema Wanderers                             | Estadio Nacional, Ta' Qali                   |
| 2017-18                                                               | Valletta                                     | 2 – 1                                        | Birkirkara                                   | Estadio Nacional, Ta' Qali                   |
| 2018-19                                                               | Balzan                                       | 4 – 4 (5–4 pen.)                             | Valletta                                     | Estadio Nacional, Ta' Qali                   |
| 2019-20                                                               | Abandonado debido a la pandemia del COVID-19 | Abandonado debido a la pandemia del COVID-19 | Abandonado debido a la pandemia del COVID-19 | Abandonado debido a la pandemia del COVID-19 |
| 2020-21                                                               | Abandonado debido a la pandemia del COVID-19 | Abandonado debido a la pandemia del COVID-19 | Abandonado debido a la pandemia del COVID-19 | Abandonado debido a la pandemia del COVID-19 |
| 2021-22                                                               | Floriana                                     | 2 – 1 (t. s.)                                | Valletta                                     | Estadio Nacional, Ta' Qali                   |
| 2022-23                                                               | Birkirkara                                   | 2 – 0                                        | Marsaxlokk                                   | Estadio Nacional, Ta' Qali                   |
| 2023-24                                                               | Sliema Wanderers                             | 0 – 0 (4–2 pen.)                             | Floriana                                     | Estadio Nacional, Ta' Qali                   |
| 2024-25                                                               | Hibernians                                   | 2-1                                          | Birkirkara                                   | Estadio Nacional, Ta' Qali                   |

## Títulos por club
| Club                  | Títulos | Subtítulos | Años campeón |
| --------------------- | ------- | ---------- | --- |
| Sliema Wanderers FC   | 22      | 21         | 1935, 1936, 1937, 1940, 1946, 1948, 1951, 1952, 1956, 1959, 1963, 1965, 1968, 1969, 1974, 1979, 1990, 2000, 2004, 2009, 2016, 2024 |
| Floriana FC           | 21      | 13         | 1938, 1945, 1947, 1949, 1950, 1953, 1954, 1955, 1957, 1958, 1961, 1966, 1967, 1972, 1976, 1981, 1993, 1994, 2011, 2017, 2022       |
| Valletta FC           | 14      | 15         | 1960, 1964, 1975, 1977, 1978, 1991, 1995, 1996, 1997, 1999, 2001, 2010, 2014, 2018                                                 |
| Hibernians FC         | 11      | 11         | 1962, 1970, 1971, 1980, 1982, 1998, 2006, 2007, 2012, 2013, 2025                                                                   |
| Birkirkara FC         | 6       | 7          | 2002, 2003, 2005, 2008, 2015, 2023                                                                                                 |
| Ħamrun Spartans FC    | 6       | 4          | 1983, 1984, 1987, 1988, 1989, 1992                                                                                                 |
| Żurrieq FC            | 1       | 2          | 1985 |
| Melita FC             | 1       | 1          | 1939 |
| Rabat Ajax FC         | 1       | 1          | 1986 |
| Balzan FC             | 1       | 1          | 2019 |
| Gzira United          | 1       | –          | 1973 |
| Qormi FC              | –       | 3          | ----- |
| St. George's FC       | –       | 2          | ----- |
| Marsaxlokk FC         | –       | 2          | ----- |
| Msida Saint Joseph FC | –       | 1          | ----- |
| Senglea Athletics FC  | –       | 1          | ----- |